# Fita de Bonfim

Una fita de Bonfim

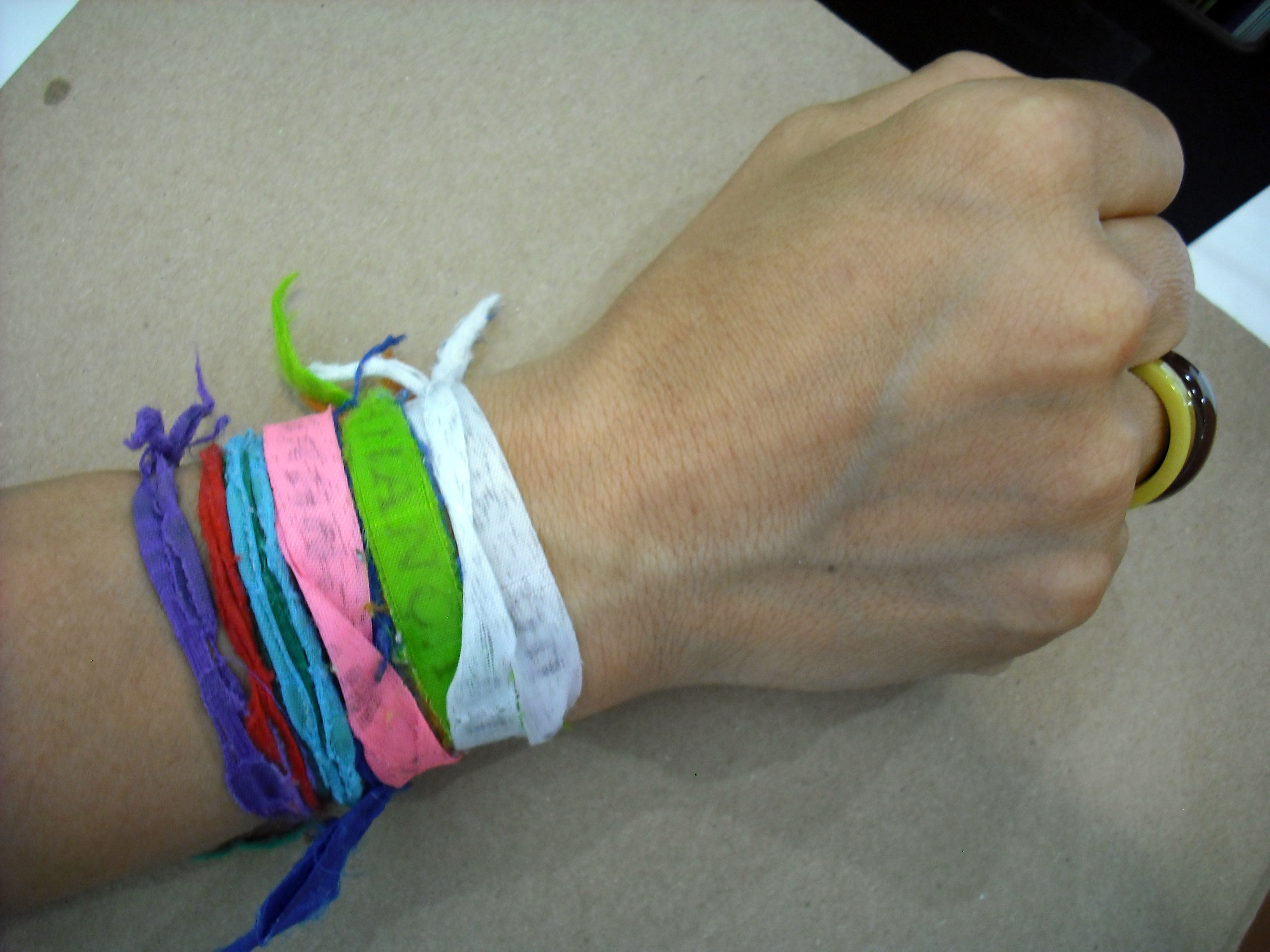
Las fitas se anudan y deben permanecer ahí hasta que caigan solas.

La fita del Señor del Buen Fin o fitinha es un souvenir y un amuleto religioso católico típico de Salvador, capital del estado brasileño de Bahía. Llevan por lo general la leyenda «Recuerdo del Señor del Buen Fin de Bahía». Se venden por toda la ciudad pero especialmente en la Iglesia de Nuestro Señor de Bonfim, en la Península de Itapagipe al norte Salvador de Bahía. Muchos visitantes atan esas fitinhas a la verja de la iglesia en señal de ofrenda.

## Historia
La fita original fue creada en 1809, permaneciendo desaparecida hasta los años 50. Conocida también como «medida» de Bonfim, su nombre se debe al hecho de que medía exactamente 47 centímetros de largo, la medida del brazo derecho de la escultura del Señor de Bonfim, puesta en el altar mayor de la iglesia más famosa de Bahía. La imagen fue esculpida en Setúbal, Portugal, en el siglo XVIII. La «medida» se confeccionaba con seda, con el diseño y el nombre del santo bordado y acabado en tinta dorada o plateada. Se usaba alrededor del cuello como un collar, en el cual se colgaban medallas e imágenes de santos, que funcionaba como moneda de cambio: al pagar una promesa, el fiel llevaba una foto o una pequeña escultura en cera que representan la parte del cuerpo curada con la ayuda del santo (exvoto). Como recordatorio, adquiría una de estas cintas, que simboliza la propia iglesia.
No se sabe cuándo fue la transición a la actual fita, pero en la década de los 60 fue adoptada por los hippies bahianos como parte de su indumentaria.

## Uso y colores
Las fitas se confeccionan de algodón y se venden en varios colores con la frase "Recuerdo del Señor del Buen Fin de Bahía" ("Lembrança do Senhor do Bonfim da Bahia"). Cada color simboliza un orisha, deidades de la religión yoruba, a pesar de la tradición católica debido a su origen y nombre.  
Según la tradición, la fita debe ser anudada con tres nudos, al que precede un deseo realizado mentalmente y que debe permanecer en secreto, hasta que la fita se rompa por desgaste natural.
Colores para cada Orisha
- Verde (oscuro o claro): Oxóssi
- Azul claro: Yemayá
- Amarillo: Oshún
- Azul oscuro: Ogum
- Colorido o rosa: Ibeji (erê) y Oxumarê
- Blanco: Oxalá
- Púrpura: Nanã
- Negra con letras rojas: Exu y Pombajira
- Negra con letras blancas: Omolu
- Joja: Iansã
- Roja con letras blancas: Changó
- Verde con letras blancas: Oçânhim